# Argemone albiflora
Argemone albiflora är en vallmoväxtart som beskrevs av Jens Wilken Hornemann. Argemone albiflora ingår i släktet taggvallmor, och familjen vallmoväxter.

## Underarter
Arten delas in i följande underarter:
- A. a. albiflora
- A. a. texana